# كينيث هايلمان
كينيث هايلمان (بالإنجليزية: Kenneth Heilman)‏ هو طبيب أعصاب أمريكي، ولد في 1938 في بروكلين في الولايات المتحدة.